# Łupków
Łupków is een plaats in het Poolse district  Sanocki, woiwodschap Subkarpaten. De plaats maakt deel uit van de gemeente Komańcza en telt 22 inwoners.

## Verkeer en vervoer
- Station Łupków

## Geboren
- Józef Garbień (1896-1954), voetballer